# 圣母加冕堂 (那不勒斯)
圣母加冕堂（Chiesa di Santa Maria Incoronata）是一座古老的罗马天主教教堂，位于意大利那不勒斯麦地那街，热那亚的圣乔治堂（San Giorgio dei Genovesi）南侧，圣母怜子堂（Church of Pietà dei Turchini）对面。

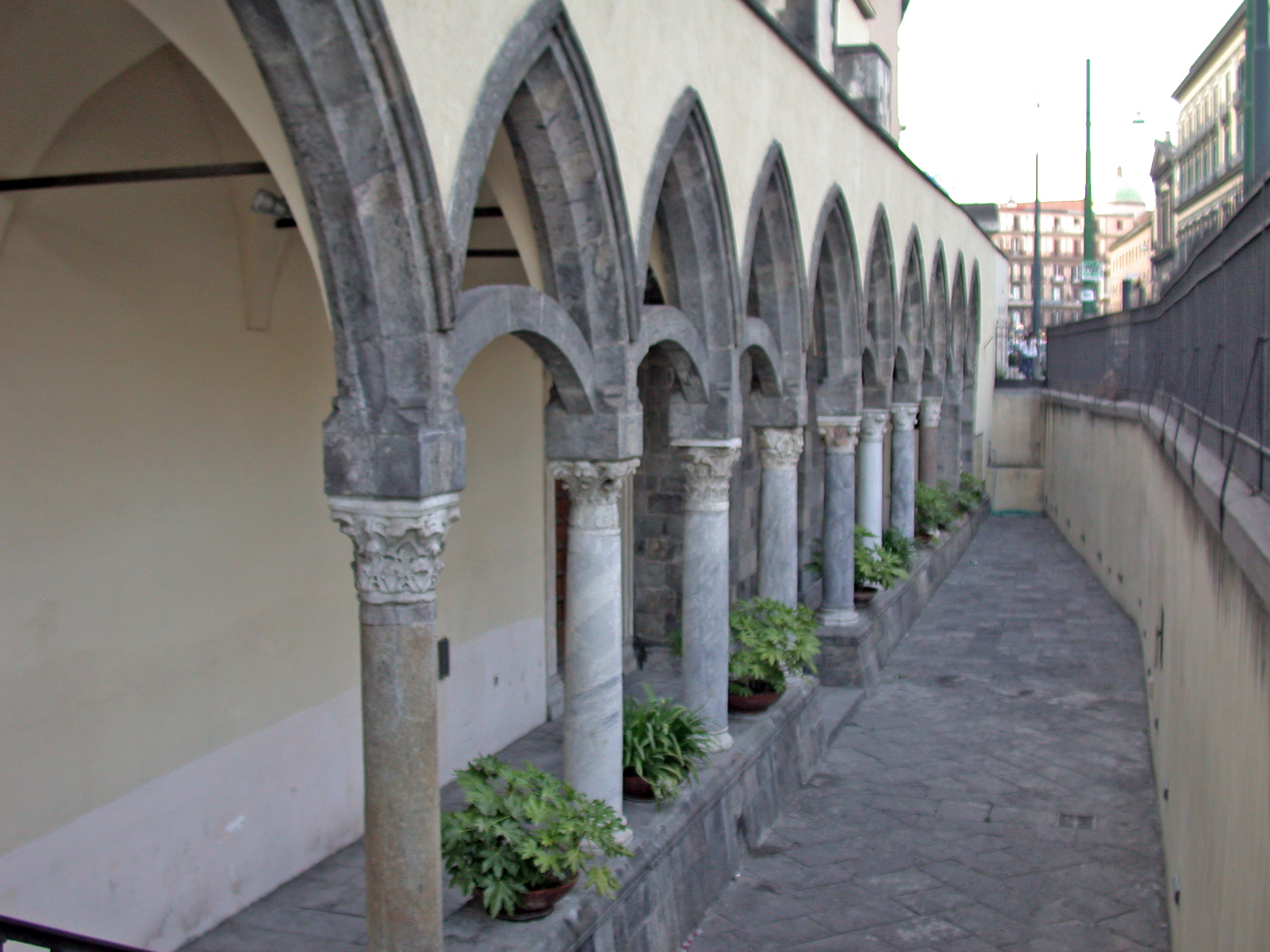
门廊

该堂建于1364年，作为查理二世的王宫新堡周围城市项目的一部分。它并非如传统认为，是为纪念乔万娜一世的加冕以及她的第二次婚姻（与塔兰托的路易吉），而是为了保存珍贵的圣物，女王向查理五世 (法兰西)要来的基督的荆棘冠冕上的一根荆棘，查理五世的肖像保存在入口。
原本有一个小医院毗邻教堂，整个建筑群属于圣玛蒂诺修道院管理，直到16世纪末期。该堂曾荒废多年，经过修复，在18世纪重新祝圣。

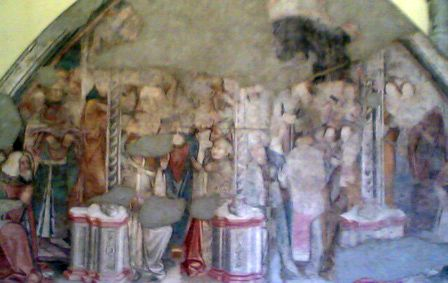
拱门上的壁画